# Kdo s koho (film, 2001)
Kdo s koho (v anglickém originále The Score) je americký kriminální film z roku 2001. Režisérem filmu je Frank Oz. Hlavní role ve filmu ztvárnili Robert De Niro, Edward Norton, Marlon Brando, Angela Bassettová a Gary Farmer.

## Obsazení
| Robert De Niro    | Nick Wells  |
| Edward Norton     | Jack Teller |
| Marlon Brando     | Max         |
| Angela Bassettová | Diane       |
| Gary Farmer       | Burt        |
| Jamie Harrold     | Steven      |
| Richard Waugh     | Sapperstien |
| Jean-René Ouellet | André       |